# Ернст фон Форстнер
Барон Ернст Александер Макс фон Форстнер (нім. Ernst Alexander Max Freiherr von Forstner; 31 жовтня 1869, Грауденц — 22 грудня 1950, Ганновер) — німецький офіцер, генерал піхоти запасу вермахту. Кавалер ордена Pour le Mérite з дубовим листям.

## Біографія
Представник знатного прусського роду спадкових військовиків. Третій син оберста Прусської армії барона Пауля фон Форстнера (1830–1889) і його дружини Ванди, уродженої графині фон Іценпліц (1834–1908).
В 1876/82 роках навчався в гімназії Георгіанум в Лінгені, потім — в гімназії в Потсдамі, після чого вступив в кадетський корпус. 5 лютого 1889 рокуз арахований в 2-й гвардійський піший полк. З 1 жовтня 1893 по 30 вересня 1896 року — батальйонний ад'ютант, після чого до 22 липня 1899 року навчався у Військовій академі, а потім до 30 вересня 1899 року командував 2-м матроським артилерійським дивізіоном. З 1 квітня 1900 по 31 березня 1902 року служив у Великому Генштабі, після чого командував ротою свого старого полку. З 27 січня 1907 року — викладач військового училища Ганновера. З 22 березня 1912 року сужив в штабі 1-го баденського лейб-гренадерського полку №109 (Карлсруе).
З 4 квітня 1913 року — командир 3-го батальйону свого полку, з яким взяв участь у боях на Західному фронті. З 22 грудня 1914 року — командир 4-го баденського піхотного полку «Принц Вільгельм» №112, з 25 січня 1915 року — 1-го баденського лейб-гренадерського полку №109.
1 жовтня 1919 року призначений в 14-й армійський корпус. З 26 лютого 1920 року служив в штабі стрілецького полку «Фрайкор Герліца» (нижньосаксонського) №10 (з лютого 1920 року — 10-й гренадерський полк). З 15 травня 1920 року — командир свого полку, з 1 січня 1921 року — командир 8-го піхотного полку. З 6 по 30 червня 1922 року — комендант Глаца. З 1 серпня 1922 року служив в штабі 1-го групового командування (Берлін). З 1 жовтня 1923 року — керівник піхоти 6-го військового округу і командир 6-ї дивізії. 31 березня 1927 року звільнений у відставку.

## Сім'я
17 лютого 1908 року одружився в Берліні з баронесою Ельсбет Анною Шарлоттою Вільгельміною фон Буссе (1883–1918). В пари народились 4 дітей:
- Ернст Ріхард Пауль Александер Віктор (12 квітня 1909, Ганновер — до 1939);
- Зігфрід Пауль Густав Лео (19 вересня 1910, Ганновер — 13 жовтня 1943, Атлантичний океан) — офіцер-підводник, корветтен-капітан крігсмаріне. Кавалер Лицарського хреста Залізного хреста. Загинув у бою.
- Ванда Гільда Ельсбет Шарлотта Гертруд (3 жовтня 1916, Карлсруе — 30 січня 1917, Карлсруе)
- Вольфганг Фрідріх Макс Вільгельм Ульріх (3 жовтня 1916, Карлсруе — 24 вересня 1999, Гамбург) — офіцер-підводник, капітан-лейтенант крігсмаріне, фрегаттен-капітан бундесмаріне.

18 січня 1921 року одружився в Гросс-Шенебеку з Елізабет Маріанною Маргаритою фон Мінквіц (1892–1977). В пари народились 2 дітей:
- Ганс Дітріх Генріх Людвіг (26 січня 1922, Франкфурт-на-Одері — 26 січня 1945, Східна Пруссія) — оберлейтенант вермахту. Загинув у бою.
- Гец Курт Ганс (9 травня 1923, Глац — 27 листопада 1942, Турово) — лейтенант вермахту. Загинув у бою.

## Звання
- Фенріх портупеї (5 лютого 1889)
- Другий лейтенант (16 січня 1890, патент по 5 лютого 1889)
- Перший лейтенант (30 травня 1896)
- Гауптман (12 вересня 1902)
- Майор (22 березня 1912)
- Оберстлейтенант (22 березня 1917)
- Оберст (16 червня 1920)
- Генерал-майор (16 липня 1923)
- Генерал-лейтенант (1 жовтня 1926)
- Генерал піхоти запасу (27 серпня 1939) — підвищений з нагоди 25-ї річниці битви під Таннебрегом.

## Нагороди
- Столітня медаль (1897)
- Орден Корони (Пруссія) 4-го класу
- Орден військових заслуг (Іспанія) 1-го класу
- Орден Червоного орла 4-го класу
- Хрест «За вислугу років» (Пруссія) (25 років)
- Залізний хрест
  - 2-го класу (вересень 1914)
  - 1-го класу (1915)
- Орден «За військові заслуги» (Баварія) 4-го класу з мечами і короною (18 вересня 1914)
- Орден Церінгенського лева, лицарський хрест 2-го класу (1 жовтня 1914)
- Орден Військових заслуг Карла Фрідріха, лицарський хрест (13 червня 1915)
- Королівський орден дому Гогенцоллернів, лицарський хрест з мечами (24 березня 1917)
- Pour le Mérite з дубовим листям
  - орден (31 жовтня 1917)
  - дубовим листям (7 червня 1918)
- Орден Святого Йоанна (Бранденбург), почесний лицар
- Почесний хрест ветерана війни з мечами